# 1995年のテレビ (日本)
1995年のテレビ（1995ねんのテレビ）では、1995年（平成7年）の日本におけるテレビジョン放送全般の動向についてまとめる。

## テレビ番組に関する話題

### 1月
- 7日 - 関西テレビ・フジテレビ系で前年末で終了した『ねるとん紅鯨団』の後番組として、引き続きとんねるずを司会に起用したオークションバラエティ『とんねるずのハンマープライス』がこの日から放送開始（ - 1998年9月26日）。
- 8日 - NHK大河ドラマ第34作『八代将軍吉宗』（作：ジェームス三木、主演：西田敏行、全48回）を放送開始（ - 12月10日）。なお、大河ドラマは本作より1年間完結の形に復す。
- 17日 - 午前5時46分、兵庫県南部地震（阪神・淡路大震災）が発生。NHK・民放各局は通常番組を休止し、報道特別番組を編成して対応した[1]。なお18日午後以降より段階的に通常編成に復帰。
  - 在版で唯一発生時にテレビ放送をしていたのは、朝日放送の生放送番組『おはよう天気です』のみで、番組冒頭の午前5時47分になってから間もなく（震源地や神戸市などでは5時46分）、挨拶の途中で強い地震に襲われた[2]（その時の模様は、朝日放送テレビのホームページ「阪神淡路大震災 激震の記録 1995 取材映像アーカイブ」にて公開されている[3]）。
- 20日 - 俳優で料理研究家の金子信雄が死去（享年71）。番組開始当時からレギュラー出演していた『金子信雄の楽しい夕食』（朝日放送・テレビ朝日系）は23日より1週間、追悼特集を放送、番組は3月31日の放送をもって終了。8年の歴史に幕。

### 2月
- 17日 - 阪神・淡路大震災から1か月となるこの日、テレビ朝日系『ニュースステーション』はこの日21時からの拡大版で放送し、兵庫県神戸市のサンテレビ本社から生放送した。同日は特別にサンテレビへもネットされた。

### 3月
- 4日 - フジテレビ系『平成教育委員会』にて、番組開始当初から司会を務めていた北野武（ビートたけし）がこの日放送の番組途中に登場し、バイク事故で活動休止して以来半年ぶりに番組復帰。この日の平均視聴率は35.8%（関東地区、ビデオリサーチ調べ）と、番組史上最高を記録した。なお、たけしの出演休止以降『たけし・逸見の』の冠を外し『〜毎回がスペシャル!!』としていたが、たけし復帰により『平成教育委員会』が正式タイトルとなった（1997年9月でレギュラー放送終了、その後は不定期特番化）。
- 19日
  - 日本テレビ系のアニメ『ルパン三世』でルパンの声を1971年にスタートした第1シリーズから長きに渡り担当したことで知られ、同局系のお笑いオーディション番組『お笑いスター誕生!!』（1980年 - 1986年）の司会でも知られた声優の山田康雄がこの日、脳出血のため死去（享年62）。なお、ルパン役は山田のものまねを持ちネタとしていたお笑いタレントの栗田貫一が引き継ぎ、1995年4月22日公開のアニメ映画『ルパン三世 くたばれ!ノストラダムス』から2代目ルパンを2025年現在まで演じている。
  - テレビ朝日系で放送されていた『象印ニュースクイズ パンドラタイムス』がこの日で放送を終了し、『象印歌のタイトルマッチ』以来34年9か月続いた同局の象印マホービン一社提供枠に幕を下ろす。
- 20日 - この日早朝、営団地下鉄（東京地下鉄の前身）日比谷線の列車内で、猛毒の神経ガス「サリン」が撒かれる事件が発生（地下鉄サリン事件）。NHKや民放各局は同事件で定時ニュース番組の拡大や報道特別番組を編成するなどの対応に追われた。
- 22日 - オウム真理教に強制捜査が入り、各局で随時ニュースや報道特別番組を編成。以後5月の麻原彰晃逮捕（後述）まで、各局ニュース、ワイドショー番組などがオウム一色となる（それ以後もワイドショーなどでオウム関連特集を放送）。
- 25日 - TBS系で1975年4月から放送されていた料理番組『キッチンパトロール』がこの日をもって放送終了。20年の歴史に幕。
- 29日 - NHK総合の水曜20時台で、食べ物や健康などの話題を伝える生活情報番組『ためしてガッテン』がこの日から放送開始。司会は落語家の立川志の輔が番組開始から担当（ - 2022年2月2日）。
- 31日 - 日本テレビ系の医療情報番組『健康増進時代』（日本医師会一社提供）がこの日の放送をもって、33年8ヶ月の幕を下ろす。後継番組として、4月7日から金曜11時の枠で『Oh!診』を開始[4]。

### 4月
- 3日
  - NHK総合テレビがこの日より朝5時放送開始になる[5]。
  - 日本テレビの報道・情報番組がリニューアル。『ルックルックこんにちは』は笛吹雅子が登板。『朝一番天気!あさ天』は5:00拡大。『NNNきょうの出来事』は14日から金曜のみ23:30移動。『読売新聞あすの朝刊』が放送時間変更。『どんまい!!』改題リニューアル。
  - TBSの報道・情報番組がリニューアル。『オンタイム』が改題リニューアル。『ニュースの森』が1日から放送時間変更。『あの町この街天気予報』が放送開始。
  - フジテレビの報道・情報番組がリニューアル。『3時ヨこい!』が放送開始[4]。『FNNニュース最終版』が1日から5年ぶりに復活[4]。
  - テレビ朝日の報道・情報番組がリニューアル。『朝イチ!N天CNN』と『やじうま6』が放送時間変更。『キンキンのとことん好奇心』と『パワーワイド』が放送開始[4]。『お昼のN天ワイド』は藤井暁アナウンサーが登板。
  - テレビ東京の報道・情報番組がリニューアル。『TXNニュースワイド11』は榎田卓央と八塩圭子アナウンサーが登板。『TXNニュース THIS EVENING』は久保田麻三留と槇徳子アナウンサーが復帰。横銭秀一キャスターが登板。日曜は17:30に変更。『体に効くテレビ』が放送開始[4]。
  - TBS系の『ナショナル劇場』で時代劇・『水戸黄門 第23部』第34話「狸がくれた赤ん坊 -信楽-」が放送され大腸癌で長期入院していた風車の弥七役の中谷一郎が1年3ヶ月ぶりに復帰。
  - 朝日放送・テレビ朝日系で『金子信雄の楽しい夕食』の後継番組として、上沼恵美子司会による料理トーク番組『上沼恵美子のおしゃべりクッキング』放送開始（ - 2022年4月1日）[4]。
- 9日 - NHK総合テレビ『NHK日曜プラザ』がこの日より放送開始。
- 12日 - 日本テレビ系水曜ドラマ『星の金貨』（酒井法子主演）放送開始（ - 7月12日）[4]。
- 15日
  - 日本テレビ系土曜グランド劇場にて、前年大ヒットとなった安達祐実主演ドラマの続編『家なき子2』放送開始（ - 7月8日）[4]。
  - テレビ東京系土曜21時枠にて、愛川欽也司会の都市情報バラエティ番組『出没!アド街ック天国』を放送開始（2025年現在も継続中）[4]。
- 20日〜5月11日 - 日本テレビ系で前年10月から放送されていた『嗚呼!バラ色の珍生!!』（木曜19:00）が、オウム真理教事件関連番組（『NNNニュースプラス1』の拡大版）編成のため休止。そして5月18日のプロ野球中継を挟み、5月25日からご対面番組にリニューアルして再開する。

### 5月
- 16日 - オウム真理教代表（当時）の麻原彰晃（松本智津夫）容疑者逮捕。各局で23時前後まで報道特別番組を編成して対応した。[1]
- 22日 - TBS系の『ナショナル劇場』で時代劇・『水戸黄門』初のスピンオフドラマ・『水戸黄門外伝 かげろう忍法帖』が放送を開始。主演はかげろうのお銀役の由美かおると柘植の飛猿役の野村将希。

### 6月
- 21日 - 全日空機ハイジャック事件が発生し、翌朝の犯人身柄確保まで各局、緊急報道体制となる（一部番組を除き休止）。

### 7月
- 3日 - 関西テレビで、上沼恵美子司会のトークバラエティ『快傑えみちゃんねる』（関西ローカル）放送開始（ - 2020年7月24日）。
- 8日 - TBSでスポーツバラエティ番組『筋肉番付』放送開始（表記上は後に『筋番付肉』。『体育王国』→『黄金筋肉』に改題の後、2004年6月29日終了）。

### 8月
- 5日～13日 - 第5回世界陸上競技選手権大会が スウェーデン・イェーテボリにて開催、日本テレビ系にて独占中継放送。今大会を以て、1987年ローマ大会から4大会続いた同局系列での世界陸上中継は最後となった。
- 17日 - 日本テレビ系の長寿料理番組『キユーピー3分クッキング』が、1963年1月の放送開始から数えて通算となる放送回数10000回を達成。

### 9月
- 25日
  - よみうりテレビ・日本テレビ系『タイガーマスク』の伊達直人役や同系『宇宙戦艦ヤマト』の古代進役、フジテレビ系『タイムボカンシリーズ』のナレーション[6]、同系『ちびまる子ちゃん』にて1992年の第1期からまる子のおじいちゃん・桜友蔵役を演じた声優の富山敬がこの日、膵臓癌のため死去（享年56）。前日放送の第38話「すず虫がうるさい」の巻」が事実上最後の仕事となった[7]。後任は同じ声優の青野武（翌週の第39話「まる子ウソをつく」の巻から2010年6月20日放送の第768話「まる子、かたつむりを飼う」の巻、「お父さんみたいな人と結婚したい?」の巻まで担当）。
  - フジテレビ系『森田一義アワー 笑っていいとも!』が秋の改正により月曜日にレギュラー出演していたリサ・ステッグマイヤーが9月25日で、火曜日にレギュラー出演していた片岡鶴太郎、入江雅人が9月26日で、水曜日にレギュラー出演していたキャイ〜ン、荒木定虎、田中早苗が9月27日で、金曜日にレギュラー出演していた明石家さんま、きよ彦、中谷彰宏、細川ふみえ、B.I.Gが9月29日でそれぞれ降板。細川は足掛け1年3ヶ月、リサと入江、きよ彦、中谷は足掛け1年、田中は足掛け半年にわたって出演した。また鶴太郎は1985年10月からレギュラー出演し、1993年4月から1994年3月まで休業し、1994年4月に復帰して通算9年。さんまは1984年4月からレギュラー出演し、卒業まで金曜日をずっと支え足掛け11年半にわたって出演した。
- 26日
  - 関西テレビ・フジテレビ系で1981年9月から放送されていたトーク番組『三枝の愛ラブ!爆笑クリニック』が放送終了。14年の歴史に幕。
  - テレビ朝日系で1993年から続いた明石家さんま司会のバラエティ番組『さんまのナンでもダービー』が終了。
- 29日
  - 各局の報道・情報番組が終了・卒業が相次いだ。
  - 日本テレビ系の『ジパングあさ6』は松本志のぶと『NNNニュースプラス1』スポーツコーナー担当の平川健太郎が卒業。そして『どんまい!』が終了。
  - TBS系の『JNNニュース1130』は佐古忠彦と畑恵美子が卒業。
  - フジテレビ系の『おはよう!ナイスデイ』は生島ヒロシと『FNNスーパータイム』スポーツコーナー担当の中井美穂が卒業。そして『3時ヨこい!』が終了。
  - テレビ朝日系の『ステーションEYE』は平日キャスター担当の渡辺宜嗣と蓮舫が卒業。
  - テレビ東京系の『ワールドビジネスサテライト』はキャスターの岡山玲子が卒業。そして『NEWSもぎたて朝一番』が終了。
  - フジテレビ系で1994年10月から放送されていた音楽番組『キンカン民謡ふるさとめぐり』が終了。これにより、1961年2月に始まった『キンカン素人民謡名人戦』から続いた金冠堂一社提供による民謡番組シリーズが34年7か月の放送に幕。

### 10月
- 1日 - テレビ朝日系の『フロンティア』が終了。
- 2日
  - NHK連続テレビ小説第53作『走らんか!』（原案：長谷川法世、主演：三国一夫、NHK大阪制作）放送開始（ - 1996年3月30日）。
  - 日本テレビの情報・報道番組がリニューアル。『ジパングあさ6』は角田久美子が登板。『ルックルックこんにちは』は金曜のみ午前10時55分拡大、『ニュースプラス1』スポーツコーナーが藤井貴彦が登板。『TVじゃん‼』が再改題リニューアル。
  - TBSの情報・報道番組がリニューアル。『JNNニュース オンタイム』はメインキャスターに福島弓子が担当。『JNNニュース1130』は奈良陽と長峰由紀が平日キャスターが昇格。
  - フジテレビの情報・報道番組がリニューアル。『おはよう!ナイスデイ』は司会に向坂樹興アナウンサーが4年半ぶりに再登板。アシスタントの大林典子アナウンサーと久々のタッグである。午後には初の2時間ワイドショー『ビッグトゥデイ』がスタート。司会はNHKを退職したばかりの佐藤充宏と元・フジテレビアナウンサーの寺田理恵子が担当。アシスタントは境鶴丸アナウンサーが務めた。『FNNスーパータイム』は平日のスポーツアシスタントに寿退社した中井美穂に代わってフィギュアスケート選手の八木沼純子が担当。
  - フジテレビ系のお昼のバラエティー番組・『森田一義アワー 笑っていいとも!』は荒井昭博をプロデューサーに迎え、オープニング映像、スタッフロールスーパー、セットを一新。また新レギュラーにSMAPメンバーの草彅剛（火曜日）[8]、森公美子（火曜日）、伊集院光（火曜日）、ホンジャマカの石塚英彦（火曜日）、出川哲朗（水曜日）、よゐこ（水曜日）、東野幸治（木曜日）、田原俊彦（金曜日）、勝俣州和（金曜日）、ナインティナイン（金曜日）がそれぞれ加入。
  - テレビ朝日の情報・報道番組がリニューアル。『やじうま6』はお天気コーナーに高橋真紀子アナウンサーと下平さやかアナウンサーが担当。『スーパーモーニング』はリポーターに大下容子アナウンサーが担当。『ステーションEYE』は土日担当キャスターに松苗慎一郎と川瀬眞由美アナウンサーが担当。『ニュースステーション』はリポーターに渡辺宜嗣アナウンサーが復帰。土日の夜は『サタデージャングル』と『サンデージャングル』がスタート。
  - テレビ東京の情報・報道番組がリニューアル。『ワールドビジネスサテライト』はキャスターに大浜平太郎が初登板。『NEWSモーニングJAM』がスタート。
- 4日 - テレビ東京系でGAINAX原作・庵野秀明監督によるテレビアニメ『新世紀エヴァンゲリオン』がこの日から放送開始（ - 1996年3月26日）。
- 7日 - TBSでランキングをテーマにした情報番組『ランク王国』が放送開始（ - 2018年3月24日）。初代司会は進藤晶子アナ。
- 12日 - 日本テレビ系『マジカル頭脳パワー!!』で、2枠レギュラーの千堂あきほがこの日をもって降板。翌週19日からは加藤紀子に交代。
- 17日 - テレビ朝日系で『ウッチャンナンチャンの炎のチャレンジャーこれができたら100万円!!』放送開始。その後、イライラ棒が大人気となる（ - 2000年3月28日）。
- 20日 - 日本テレビ系で金曜19:30に放送されていた発明バラエティ番組『発明将軍ダウンタウン』が、この日より19:00開始の1時間番組に拡大。これにより日本テレビ19時台で前後半体制になっているのは月曜19時台（双方とも読売テレビ制作）だけになった。
- 28日 - フジテレビ系土曜23時台後半枠にて、ナインティナイン他出演のバラエティ番組『めちゃ×2モテたいッ!』が放送開始（1996年10月にゴールデン進出に伴い『めちゃ×2イケてるッ!』に改題して2018年3月31日まで放送）。

### 11月
- 2日 - 日本テレビ系でTOKIO出演のバラエティ番組『鉄腕!DASH』放送開始。当初は木曜23時台後半で放送され、後に月曜深夜を経て、1998年4月から『ザ!鉄腕!DASH!!』としてゴールデン進出、2025年現在も継続中。

### 12月
- 31日
  - TBS系で『第37回日本レコード大賞』放送。大賞はtrfの「Overnight Sensation 〜時代はあなたに委ねてる〜」。
  - 『第46回NHK紅白歌合戦』放送。紅組司会は上沼恵美子、白組司会は古舘伊知郎、総合司会は宮本隆治、草野満代（ともにNHKアナウンサー、当時）が務めた。この年、白組にダウンタウンの浜田雅功がH Jungle with tとして出場した。

## その他テレビに関する話題
1月
- 6日 - フジテレビのゼネラルプロデューサーを長く務め、『笑っていいとも!』等の人気番組を手掛けた横澤彪が同日付で退社、同月より吉本興業へ移籍[9][10]。

4月
- 1日
  - NHKのロゴマークが、1962年以来使用してきた角ゴシック体の「NHK」から丸ゴシック体に卵囲みの「N H K」に変更[11]。
  - 愛媛朝日テレビ（EAT、後のeat、テレビ朝日系）が開局[12]。これにより、愛媛県の民放4系列4局のフルネット化が完了。

6月
- 23日 - 岩手放送（IBC、TBS系）が局名をIBC岩手放送に改称[13]。

9月
- 岩手めんこいテレビ（mit、フジテレビ系）が水沢市（2006年より奥州市水沢区）[14]から盛岡市の業務センターに本社機能を移転。

10月
- 近畿放送（KBS京都、独立局）が社名を京都放送に再改称[15]。
- 1日 - 琉球朝日放送（QAB、テレビ朝日系）が開局[16]。同局は琉球放送（RBC、TBS系）の出資により設立され、社屋もRBC本社内に同居する。
- 8日 - NHK放送センター（東京都渋谷区神南）内の恒久展示施設「NHK展示プラザ」が「NHKスタジオパーク」に改称、リニューアルオープン（2020年5月閉館）[17]。

11月
- 1日 - 東京都域の独立局・東京メトロポリタンテレビジョン（MXTV、愛称MXテレビ。後のTOKYO MX）が開局[18]。

## 開局
- 4月1日 - 愛媛朝日テレビ
- 10月1日 - 琉球朝日放送
- 11月1日 - 東京メトロポリタンテレビジョン

| 愛媛朝日テレビ（4月1日開局）  |  | 琉球朝日放送（10月1日開局）  |  | MXテレビ（後のTOKYO MX、11月1日開局。写真は初代本社が入居していたテレコムセンタービル） |
| 愛媛朝日テレビ （4月1日開局） |  | 琉球朝日放送 （10月1日開局） |  | MXテレビ（後のTOKYO MX、11月1日開局。写真は初代本社が入居していたテレコムセンタービル） |

## 既存局の音声多重放送開始
- 4月3日 - 千葉テレビ放送[19]
- 4月 - テレビ和歌山
- 10月1日 - 岐阜放送テレビ[20]

## 周年

### 番組
- 1月
  - 放送開始25周年 - NNNドキュメント（日本テレビ / NNN系列）
- 4月
  - 放送開始25周年 - RABニュースレーダー（青森放送）
  - 放送開始20周年 - パネルクイズ アタック25（朝日放送）
  - 放送開始15周年 - N響アワー（NHK教育・Eテレ）
  - 放送開始10周年
    - 天才・たけしの元気が出るテレビ!!（日本テレビ / NNN系列）
    - バラエティー生活笑百科（NHK大阪放送局 / NHK総合）
    - さんまのまんま（関西テレビ）

  - 放送開始5周年
    - つくってあそぼ（NHK教育）
    - しぜんとあそぼ（NHK教育）
    - 英語であそぼ（NHK教育）
    - おはなしのくに（NHK教育）
    - 母と子のテレビ絵本（NHK教育）
    - JNNニュースの森（TBS）
    - 痛快!明石家電視台（毎日放送）
    - 朝6生ワイド（札幌テレビ）
    - 4時間クイズスーパースペシャル（日本テレビ）
- 10月
  - 放送開始25周年 - 遠くへ行きたい（読売テレビ）
  - 放送開始15周年 - JNN報道特集（TBS）
  - 放送開始10周年
    - アッコにおまかせ!（TBS）
    - ニュースステーション（テレビ朝日）

  - 放送開始5周年
    - 新伍&紳助のあぶない話（関西テレビ）
    - マジカル頭脳パワー!!（日本テレビ）

### 開局・放送開始
- 3月16日 - 山形放送テレビジョン放送開始35周年。
- 4月1日
  - テレビジョン放送開始40周年 - 東京放送
  - テレビジョン放送開始35周年 - 秋田放送
  - 開局25周年 - 山形テレビ、福島中央テレビ、テレビ山梨、山陰中央テレビジョン放送、テレビ山口、テレビ高知、テレビ大分、テレビ宮崎
  - 開局5周年 - テレビ金沢、長崎文化放送
- 6月1日 - 福井放送、琉球放送テレビジョン放送開始35周年。
- 10月1日
  - テレビジョン放送開始35周年 - 宮崎放送
  - 開局25周年 - 宮城テレビ放送
  - 開局20周年 - 東日本放送、テレビ新広島
  - 開局15周年 - テレビ信州
  - 開局10周年 - テレビせとうち
- 11月1日 - NHK仙台放送局教育テレビジョン開局35周年。
- 12月1日 - 広島ホームテレビ開局25周年。

## 記念回
- 2月5日 - パネルクイズ アタック25（朝日放送）1000回
- 3月16日 - マジカル頭脳パワー!!（日本テレビ）150回
- 4月29日 - COUNT DOWN TV（TBS）100回
- 8月17日 - キユーピー3分クッキング（日本テレビ）10000回
- 9月4日 - 徹子の部屋（テレビ朝日）5000回
- 9月21日 - マジカル頭脳パワー!!（日本テレビ）200回

## 視聴率
（※関東地区、ビデオリサーチ調べ）

### 報道
1. 緊急スペシャル!!オウム真理教の世界戦略とサリン事件の謎今夜真相に迫る!（日本テレビ、4月17日）36.4%
2. NHKスペシャル・オウム真理教（NHK総合、4月16日）33.1%
3. スペースJ（TBS、5月3日）32.6%
4. ニュースステーション（テレビ朝日、10月24日）31.9%
5. ニュース（NHK総合、9月17日、12:00）31.5%
6. 緊急報道スペシャル オウム帝国と最終戦争スクープ4連発（日本テレビ、5月1日）31.3%
7. FNN緊急スペシャル 緊迫列島!オウム王国に最終Xデー迫る（フジテレビ、4月21日）29.9%

### スポーツ
1. 大相撲初場所・千秋楽（NHK総合、1月22日）38.3%
2. '95プロ野球日本シリーズ「ヤクルト×オリックス」第4戦（フジテレビ、10月25日）35.2%
3. 大相撲秋場所・8日目（NHK総合、9月17日）34.0%
4. '95プロ野球日本シリーズ「ヤクルト×オリックス」第5戦（フジテレビ、10月26日）32.8%
5. '95プロ野球日本シリーズ「オリックス×ヤクルト」第1戦（フジテレビ、10月21日）32.4%
6. '95プロ野球日本シリーズ「オリックス×ヤクルト」第2戦（TBS、10月22日）30.5%
7. 大相撲九州場所・千秋楽（NHK総合、11月26日）29.3%
8. '95プロ野球日本シリーズ「ヤクルト×オリックス」第3戦（テレビ朝日、10月24日）29.0%
9. 第71回東京箱根間往復大学駅伝競走・復路（日本テレビ、1月3日）28.8%
10. 第71回東京箱根間往復大学駅伝競走・往路（日本テレビ、1月2日）27.1%

### ドラマ
1. 家なき子2（最終回）（日本テレビ、7月8日）31.5%
2. 大河ドラマ 八代将軍吉宗（NHK総合、7月2日）31.4%
3. 北の国から'95秘密（フジテレビ、6月9日）30.8%
4. 金田一少年の事件簿・完結編（最終回）（日本テレビ、9月16日）29.9%
5. 連続テレビ小説 春よ、来い（NHK総合、2月6日）29.4%
6. 金曜ドラマ 愛していると言ってくれ（最終回）（TBS、9月22日）28.1%

### バラエティ・歌番組
1. 第46回NHK紅白歌合戦・第2部（NHK総合、12月31日）50.4%
2. 第46回NHK紅白歌合戦・第1部（NHK総合、12月31日）44.9%
3. 平成教育委員会（フジテレビ、3月4日）35.6%[21]
4. マジカル頭脳パワー!!（日本テレビ、5月11日）30.9%
5. 投稿!特ホウ王国（日本テレビ、3月19日）30.0%
6. スーパースペシャル'95 欽ちゃんの爆笑仮装コンテスト!第46回全日本仮装大賞（日本テレビ、9月16日）28.1%

### 映画・アニメ
1. サザエさん（フジテレビ、3月12日）33.0%
2. ゴールデン洋画劇場『ターミネーター2特別編』（フジテレビ、4月1日）28.0%
3. 金曜ロードショー『釣りバカ日誌2』(日本テレビ、1月13日) 27.7%
4. 金曜ロードショー『免許がない!』 (日本テレビ、3月3日) 26.9%

## テレビドラマ

### NHK
大河ドラマ
- 八代将軍吉宗（主演：西田敏行）

連続テレビ小説
- 春よ、来い
- 走らんか!

### 日本テレビ系
土曜グランド劇場
- ステイション（主演：吉田栄作、松村邦洋）
- 家なき子2（主演：安達祐実、堂本光一）
- 金田一少年の事件簿（第1シリーズ）（主演：堂本剛、ともさかりえ）
- ザ・シェフ（主演：東山紀之）

水曜10時枠
- 恋も2度目なら（主演：明石家さんま）
- 星の金貨（主演：酒井法子、大沢たかお、竹野内豊）[4]
- 終らない夏（主演：瀬戸朝香）
- たたかうお嫁さま（主演：松本明子）

よみうりテレビ制作木曜9時枠
- 寝たふりしてる男たち（主演：小林旭）
- 禁じられた遊び（出演：かたせ梨乃）[4]
- 好きやねん（主演：三田佳子、久本雅美）※最終作品

よみうりテレビ制作月曜10時枠
- ベストフレンド（主演：松雪泰子）※第1作

### TBS系
ナショナル劇場
- 水戸黄門（第23部）（主演：佐野浅夫）
- 水戸黄門外伝 かげろう忍法帖（主演：由美かおる）
- 水戸黄門（第24部）（主演：佐野浅夫）

火曜9時
- 私の運命（主演：坂井真紀）
- 毎度おジャマしまぁす（主演：松雪泰子）[4]
- 夏!デパート物語（主演：山口達也、西田ひかる）※最終作品

木曜9時
- おかみ三代女の戦い（主演：高橋由美子）
- HOTEL（第4シリーズ）（主演：高嶋政伸）[4]
- 3年B組金八先生（第4シリーズ）（主演：武田鉄矢）

木曜10時
- 私、味方です（主演：舘ひろし）
- 魔の季節（主演：松坂慶子）[4]
- ひと夏のラブレター（主演：松下由樹）
- 長男の嫁2 実家天国（主演：浅野ゆう子）

金曜9時
- 部屋においでよ（主演：清水美沙）
- セカンド・チャンス（主演：田中美佐子）[4]
- 新婚なり!（主演：三上博史）
- 人生は上々だ（主演：浜田雅功、木村拓哉）

金曜ドラマ
- 揺れる想い（主演：南野陽子）
- ジューン・ブライド（主演：財前直見）[4]
- 愛していると言ってくれ（主演：豊川悦司、常盤貴子）
- 未成年（主演：いしだ壱成、香取慎吾）

東芝日曜劇場
- カミさんの悪口2（主演：田村正和）
- きのうの敵は今日も敵（主演：石田純一）[4]
- パパ・サヴァイバル（主演：堺正章）
- 輝け隣太郎（主演：唐沢寿明、樹木希林）

### フジテレビ系
月9
- For You（主演：中山美穂）
- 僕らに愛を!（主演：江口洋介）[4]
- いつかまた逢える（主演：福山雅治）
- まだ恋は始まらない（主演：小泉今日子）

関西テレビ制作月10
- 我慢できない!（主演：鈴木京香）
- 三都結婚物語
- 君を想うより君に逢いたい（主演：中村雅俊）
- 100億の男（主演：緒形直人）
- 妊娠ですよ2（主演：三浦友和）

水曜時代劇
- 御家人斬九郎（第1シリーズ）
- 銭形平次（北大路欣也版第5シリーズ）
- 鬼平犯科帳（中村吉右衛門版第6シリーズ）

水9
- 最高の片思い（主演：本木雅弘）
- 王様のレストラン（主演：松本幸四郎）[4]
- 沙粧妙子-最後の事件-（主演：浅野温子）
- 正義は勝つ（主演：織田裕二）

木曜劇場
- 明るい家族計画（主演：大地康雄、菊池桃子）
- 輝く季節の中で（主演：石田ひかり）[4]
- ひとりにしないで（主演：賀来千香子）
- 恋人よ To Love You More（主演：鈴木保奈美、岸谷五朗）

金曜8時
- ヘルプ!（主演：観月ありさ）※最終作品

東海テレビ昼の帯ドラマ
- 指輪
- 風のロンド
- ダブルマザー
- 愛と罪と（主演：渡辺裕之）

スペシャルドラマ
- 北の国から'95・秘密 - 6月9日

### テレビ朝日系
水曜9時枠刑事ドラマ
- さすらい刑事旅情編VII（最終シリーズ）
- はぐれ刑事純情派（第8シリーズ）[4]
- 風の刑事・東京発!（主演：柴田恭兵）※フィルム撮影による最後の作品

木曜時代劇
- 名奉行 遠山の金さん（第6シリーズ）
- はぐれ医者 お命預かります!（主演：藤田まこと）
- 痛快・三匹が斬る![4]
- 名奉行 遠山の金さん（第7シリーズ）

土曜時代劇
- 暴れん坊将軍VI（主演：松平健）

月曜ドラマ・イン
- さんかくはぁと（主演：山本耕史）
- 最高の恋人（主演：高橋由美子、稲垣吾郎）
- カケオチのススメ（主演：長瀬智也）
- 花嫁は16才!（主演：ともさかりえ）

木曜ドラマ
- 味いちもんめ（主演：中居正広）
- うちの母ですが…（主演：久本雅美）[4]
- 外科医柊又三郎（主演：萩原健一）
- Missダイヤモンド（主演：瀬戸朝香）

火曜ドラマ
- 八神くんの家庭の事情
- 恋人をつくる100の方法
- SALE!（主演：堺正章）
- Change! ※最終作品 - この作品のみステレオ放送。

### テレビ東京系
- クリスマスキス〜イブに逢いましょう

## テレビアニメ
- バンビ(映画)（NHK教育）
- ダンボ（NHK教育）
- あずきちゃん（NHK衛星第2）
- 飛べ!イサミ（NHK教育）
- ストリートファイターII V（よみうりテレビ）[4]
- ママはぽよぽよザウルスがお好き（毎日放送）
- NINKU -忍空-（フジテレビ）
- ロミオの青い空（フジテレビ）
- 空想科学世界ガリバーボーイ（フジテレビ）
- 新機動戦記ガンダムW（テレビ朝日）
- 美少女戦士セーラームーンSS（テレビ朝日）
- H2（朝日放送）
- ご近所物語（朝日放送）
- 怪盗セイント・テール（朝日放送）
- 黄金勇者ゴルドラン（名古屋テレビ）
- 鬼神童子ZENKI（テレビ東京）
- 天地無用!（テレビ東京）[4]
- 愛天使伝説ウェディングピーチ（テレビ東京）
- スレイヤーズ（テレビ東京）
- ふしぎ遊戯（テレビ東京）[4]
- ナースエンジェルりりかSOS（テレビ東京）
- バーチャファイター（テレビ東京）
- 爆れつハンター（テレビ東京）
- 新世紀エヴァンゲリオン（テレビ東京）
- 神秘の世界エルハザード（テレビ東京）

## 特撮番組
- 重甲ビーファイター（テレビ朝日）
  - 出演：土屋大輔、金井茂、葉月レイナ、巴千草、高橋利道、土屋圭輔、笹野高史、渡部猛、千葉繁 他
- 超力戦隊オーレンジャー（テレビ朝日）
  - 出演：宍戸勝、正岡邦夫、合田雅吏、麻生あゆみ、珠緒、山口将司、宮内洋、神谷明、大平透、関智一 他

## 報道・情報・スポーツ・趣味・教養・ドキュメンタリー・料理
- 2月
  - 追跡・大震災 負けへんで!!（読売テレビ）
  - 峰竜太の元気一番!（テレビ朝日）
- 4月
  - おはよう5（NHK総合）
  - 生活ほっとモーニング（NHK総合）
  - ニュースプラザ（NHK総合）
  - ふるさとおもしろ博物館（NHK総合）
  - ためしてガッテン（NHK総合）
  - NHK日曜プラザ（NHK総合）
  - 地球ロマン（NHK教育）
  - 金曜フォーラム（NHK教育）
  - ユメディア号こども塾（NHK教育）
  - やってみようなんでも実験（NHK教育）
  - 週間手話ニュース（NHK教育）
  - 私の定年戦略（NHK教育）
  - にっぽん名物研究室（NHK教育）
  - 土曜ソリトン SIDE-B（NHK教育）
  - 20歳の趣味講座（NHK教育）
  - 日曜ソリトン 夢ときどき晴れ!（NHK教育）
  - しらべてサイエンス（NHK教育）
  - 古典ボックス（NHK教育）
  - さんすうみつけた（NHK教育）
  - わくわくサイエンス（NHK教育）
  - 歴史たんけん（NHK教育）
  - アクセスJ 現代社会をみる（NHK教育）
  - BSニュースワイド21:50（NHKBS1）
  - 20世紀・生きもの黙示録（NHKBS1）
  - 欧米経済情報（NHKBS1）
  - キャシーのガーデンデザイン日誌（NHKBS1）
  - 産物列島（NHKBS1）
  - わくわくアウトドアライフ（NHKBS1）
  - スポーティーフライデー（NHKBS1）
  - 週刊ワールドニュース（NHKBS1）
  - 野生の驚異（NHKBS1）
  - 西洋アンティーク鑑定会（NHKBS1）
  - 四季・にっぽん（NHKBS2）
  - 花の百名山（NHKBS2）
  - さわやか講話（NHKBS2）
  - BSおはよう列島（NHKBS2）
  - 世界美術館めぐり（NHKBS2）
  - 植物ふしぎ旅（NHKBS2）
  - ネオハイパーキッズ（日本テレビ）
  - 火曜デラックス'95（日本テレビ）
  - 解禁テレビ（日本テレビ）
  - Oh!診（日本テレビ）[4]
  - 所・直子チャンネル 東京Jr.ジャンク～土曜は放課後～（日本テレビ）[4]
  - OH!バンデス（ミヤギテレビ）
  - ネットワーク・7（ミヤギテレビ）
  - 情報フロント530（福井放送）
  - 情報一番!カツ躍ワイド（山口放送）
  - プラス1やまぐち（山口放送）
  - ニュースプラス1金曜ワイド よかとこドンドン（福岡放送）
  - あの街この町天気予報（TBS）
  - 山田邦子のしあわせにしてよ（TBS）[4]
  - レシピの玉手箱（TBS）[4]
  - 週末探検隊（TBS）
  - 川島宏冶のなんでもワイド（中国放送）
  - 3時ヨこい!（フジテレビ）[4]
  - 夢のある暮らし（フジテレビ）[4]
  - ねこ日和（フジテレビ）[4]
  - FNNニュース最終版（フジテレビ）[4]
  - 週刊!田尾スポ（関西テレビ）
  - キンキンのとことん好奇心（テレビ朝日）[4]
  - パワーワイド（テレビ朝日）[4]
  - 金曜サスペンス（テレビ朝日）
  - ザ・スーパーサンデー（テレビ朝日）[4]
  - 上沼恵美子のおしゃべりクッキング（朝日放送）[4]
  - 興味しんしん丸（朝日放送）
  - 気分はワイルド（朝日放送）[4]
  - eatニュースBOX（愛媛朝日テレビ）
  - 後庵継丸のラジオdeテレビ（九州朝日放送）
  - 体に効くテレビ（テレビ東京）[4]
  - 徳光和夫の情報スピリッツ（テレビ東京）[4]
  - 風にタッチ（テレビ東京）[4]
  - 素敵にこだわり（テレビ東京）[4]
  - 出没!アド街ック天国（テレビ東京）[4]
  - 遊びの天才!（テレビ東京）[4]
  - ニュース THIS EVENINGふくおか（TVQ九州放送）
- 7月
  - 夜光虫（日本テレビ）
- 9月
  - 小野沢裕子のいきいきワイド（新潟テレビ21）
- 10月
  - アウトドア大好き!（日本テレビ）
  - 快適夢空間（日本テレビ）
  - 輝け!噂のテンベストSHOW（読売テレビ）
  - 夕方ワイド新潟一番（テレビ新潟）
  - KNBジパングあさ6（北日本放送）
  - こちらマル○生活研究所（広島テレビ）
  - めんたいワイド（福岡放送）
  - 名作の風景（TBS）
  - いのちの響（TBS）
  - ランク王国（TBS）
  - 海の向こうで暮らしてみれば（毎日放送）
  - RCC today（中国放送）
  - ハナマル調査団（あいテレビ）
  - ビッグトゥデイ（フジテレビ）
  - FNN Five to 4:00（フジテレビ）
  - バボフラGIG（フジテレビ）
  - キラリ夢中人（フジテレビ）
  - 恐怖の体重計（フジテレビ）
  - 週末家庭倶楽部（フジテレビ）
  - とれたてガバット（フジテレビ）
  - ザ・ノンフィクション（フジテレビ）
  - 桃かん（テレビ朝日）
  - 夜中の天丼（テレビ朝日）
  - Alepops（テレビ朝日）
  - サタデージャングル（テレビ朝日）
  - サンデージャングル（テレビ朝日）
  - NBA FAST BREAK（テレビ朝日）
  - おはようコールABC（朝日放送）
  - たけしの万物創世記（朝日放送）
  - HABワイドステーション（北陸朝日放送）
  - ステーションQ（琉球朝日放送）
  - チャンネルQ（琉球朝日放送）
  - NEWSモーニングJAM（テレビ東京）
  - 情報IN（テレビ東京）
  - インターネット・エキスプレス（テレビ東京）
  - TXNニュース（テレビ東京）
  - ディズニーへようこそ（テレビ東京）
  - 東京マーケットフォーカス（テレビ東京）
  - 日高義樹のワシントン・リポート（テレビ東京）
- 11月
  - KTSスーパータイム530（鹿児島テレビ）
  - 東京NEWS（MXテレビ）

## バラエティ番組
- コメディーお江戸でござる（NHK総合）
- ウッチャンウリウリ!!ナンチャンナリナリ!!（日本テレビ）
- 小園総研（中京テレビ）
- 世界お宝ハンティング 勝負は目利き（TBS）[4]
- ウンナンの桜吹雪は知っている（TBS）
- 筋肉番付（TBS）
- ねる様の踏み絵（TBS）
- 最大公約ショー（毎日放送）
- とんねるずのハンマープライス（関西テレビ）
- 今田耕司のシブヤ系うらりんご（フジテレビ）
- 魔法のランプ!（フジテレビ）[4]
- 志村けんのオレがナニしたのヨ?（フジテレビ）
- 生さんま みんなでイイ気持ち!（フジテレビ）
- めちゃ×2モテたいッ!（フジテレビ）
- ひらけ!GOMA王国（関西テレビ）
- かざあなダウンタウン（テレビ朝日）
- ウッチャンナンチャンの炎のチャレンジャーこれができたら100万円!!（テレビ朝日）
- 三枝のベストカップル（テレビ東京）
- ASAYAN（テレビ東京）

## 音楽番組
- ポップジャム（NHK総合）レギュラー化
- THE夜もヒッパレ（日本テレビ）
- FAN（日本テレビ）[4]
- ミュージックパーク（日本テレビ）[4]
- 歌いこみ音楽隊!（TBS）[4]
- TK MUSIC CLAMP（フジテレビ）[4]
- タモリの音楽は世界だ（テレビ東京）第2期
- On・On・On（東海テレビ）
- BSジャズ喫茶 (NHK-BS2)

## クイズ番組
- 世界ウルルン滞在記（毎日放送）[4]
- クイズ21! ジャックをねらえ（テレビ朝日）[4]
- なんでもランキング バトランQ（テレビ朝日）
- 突撃!家族ウォーズ（テレビ東京）
- クイズ赤恥青恥（テレビ東京）

## トーク番組
- スタジオパークからこんにちは（NHK総合）
- 快傑えみちゃんねる（関西テレビ）

## 子供向け番組
- なんでもQ（NHK教育）
- にこにこぷんがやってきた!（NHKBS2）改題リニューアル
- ハッチポッチステーション（NHKBS2→NHK教育）
- まんがタイムマシン（フジテレビ）
- ミッキー・キッズ（テレビ東京）

## 特別番組
（※阪神・淡路大震災、オウム真理教事件関連を除く〈オウム関連はこちらを参照〉）

### 単発特番
- 1月1日 - ダウンタウンのめっちゃめでたい新年会（フジテレビ）
- 1月2日 - 激突!お正月騒乱絵巻上岡vs板東vsたかじんvsノック（毎日放送）
- 1995スター大改造計画あなたの初夢叶えます（日本テレビ）
- 1月3日 - YOKOZAWA特番とんずらスペシャル松ちゃん浜ちゃんの笑いは格闘技だ!昔のVも見せたろか!（フジテレビ）
- 3月21日 - 不滅の戦隊ヒーロー大全集（スーパー戦隊シリーズ20周年記念番組。テレビ朝日）

### 2回放送以上のシリーズ番組
- 1月1日
  - 平成あっぱれテレビ（日本テレビ）
  - 第28回初詣!爆笑ヒットパレード（フジテレビ）
- 1月2日
  - 第32回新春かくし芸大会（フジテレビ）
- 1月15日 - '95NHK青春メッセージ（NHK総合）[22]
- 3月25日 - 春の久米宏スペシャル カン・カンぴったし'95（TBS）[23]
- 4月1日（春）、9月30日（秋） - オールスター感謝祭’95 超豪華!クイズ決定版 この（春/秋）お待たせ特大号（TBS）
- 4月2日、10月8日、12月30日 - FNS番組対抗NG大賞（フジテレビ）
- 4月4日 - ザ・ベストテン復活版（TBS）
- 4月5日 - '95夜のヒットスタジオグレートアーティスト 超豪華!春スペシャル（フジテレビ）
- 7月15日〜16日 - FNSの日 1億2500万人の超夢列島〜そのうちなんとか…23時間（フジテレビ / FNS25局）
- 10月5日 - ビートたけしのお笑いウルトラクイズ（日本テレビ）
- 10月8日 - SMAP TOKIO Kinki 最初で最後の勢揃いSP（日本テレビ）
- 12月20日 - さんま&SMAP!美女と野獣のクリスマススペシャル（日本テレビ）
- 12月30日〜31日 - 関口宏の報道30時間テレビ「メディアが伝えた決定的瞬間!」（TBS）
  - 31日 - 第37回輝く!日本レコード大賞
- 12月31日
  - 第46回NHK紅白歌合戦（NHK総合・BS2）
  - ダウンタウンの裏番組をブッ飛ばせ!!（日本テレビ）
  - 大みそか!今田・東野・板尾の鬼のいぬまに天下撮るったるねん（フジテレビ）
  - さんまの爆笑忘年会（フジテレビ）

### レギュラー番組のスペシャル版
- 1月1日、3月27日 - ウンナン宇宙征服宣言（日本テレビ）
- 3月25日[23] - THE夜もヒッパレスペシャル（日本テレビ）
- 4月4日、10月7日、10月21日 - 電波少年INTERNATIONAL（日本テレビ）
- 12月25日 - 笑っていいとも!クリスマス特大号（フジテレビ）

### 第17回参議院議員通常選挙
放送日は1995年7月23日を基準とする。
- NHK総合
  - 第17回参議院議員通常選挙 開票速報
- 日本テレビ系
  - NNN選挙スペシャル 漂流ニッポン'95 参院選[24]
  - NNN選挙スペシャル 激論!どうする村山どうなる連立[24]
- TBS系
  - 参議院選開票・選挙スタジアム'95[24]
- フジテレビ系
  - 激動待ったなし!!FNN参院選スペシャル[24]
- テレビ朝日系
  - 選挙ステーション[24]
- テレビ東京系
  - '95TXN参院選スペシャルニッポン激変![24]

## この年のキャンペーン
- 「それって、日テレ。」（日本テレビ）
- 「フジテレビが、いるよ。」（フジテレビ）